# Aleksandr Goldenvéizer
Aleksandr Boríssovitx Goldenvéizer rus: Алекса́ндр Бори́сович Гольденве́йзер, també conegut com a Alexander Goldenweiser, (Chișinău, 10 de març de 1875 - Moscou, 26 de novembre de 1961), fou un compositor i pianista soviètic.
Estudià al Conservatori de Moscou amb Serguei Tanéiev, i Vassili Safónov, guanyant la medalla d'or com a pianista en la graduació de 1897. S'uní a la facultat del Conservatori poc temps després, durant la seva llarga carrera docent va tenir nombrosos estudiants que més tard serien famosos.
La segona suite de Rakhmàninov, op. 17 estava dedicada ell, així com els Fragments Lírics op. 23 de Medtner.
Com a pianista, va enregistrar diverses actuacions de gran prestigi. Morí el 1961 en l'àrea de Moscou.

## Honors i premis
- Artista popular de la RSFSR (1931)
- Premi Stalin, primera classe (1947)
- Dues ordres de Lenin (inclòs el 9 de març de 1945)
- Ordre de la Bandera Roja del Treball, tres vegades (27 d'abril de 1937, 29 d'abril de 1950, 9 de març de 1955)
- Artista popular de l'URSS (1946)

## Discografia selectiva
- Trio amb piano en mi menor, op. 31. Leonid Kógan, violí. Mstislav Rostropóvitx, violoncel. Compositor, piano. Melodiya D-9123-4 (LP); llançat el 1961[1]
- Esbossos contrapuntístics, op. 12. Sonata Fantasia', Op. 37. 'Skazka, Op. 39. Jonathan Powell, piano. Toccata TOCC 044, CD, publicat l'any 2009. Els esbossos contrapuntístics es van escriure a la dècada de 1930. Amb aquesta obra Goldenweiser potser pot afirmar-se com el primer compositor rus a escriure un conjunt de peces polifòniques en cadascuna de les tonalitats majors i menors, totes les quals apareixen en aquest enregistrament.[2]
- Escola Russa de Piano, Vol 1: Alexander Goldenweiser. Música de Txaikovski, Arensky, Borodin, Rachmaninoff (també amb G. Ginsburg), Medtner, Goldenweiser – enregistraments originals 1946–1955 de Melodiya. Transferències NoNoise distribuïdes BMG 74321 25173 2

## Llista no exhaustiva d'alumnes
- Grigory Ginzburg,
- Làzar Bérman,
- Samuïl Féinberg,
- Dmitri Kabalevski,
- Galina Eguiazarova,
- Nikolai Petrov,
- Nikolai Kapustin,
- Aleksandr Braguinski,
- Sulamita Aronovski,
- Tatiana Nikolàieva,
- Dmitri Paperno,
- Oksana Iablonskaia,
- Rosa Tamarkina,
- Nelli Akopian-Tamarina,
- Dmitri Baixkirov i d'altres molts.